# Łańcuch Orderu Orła Białego

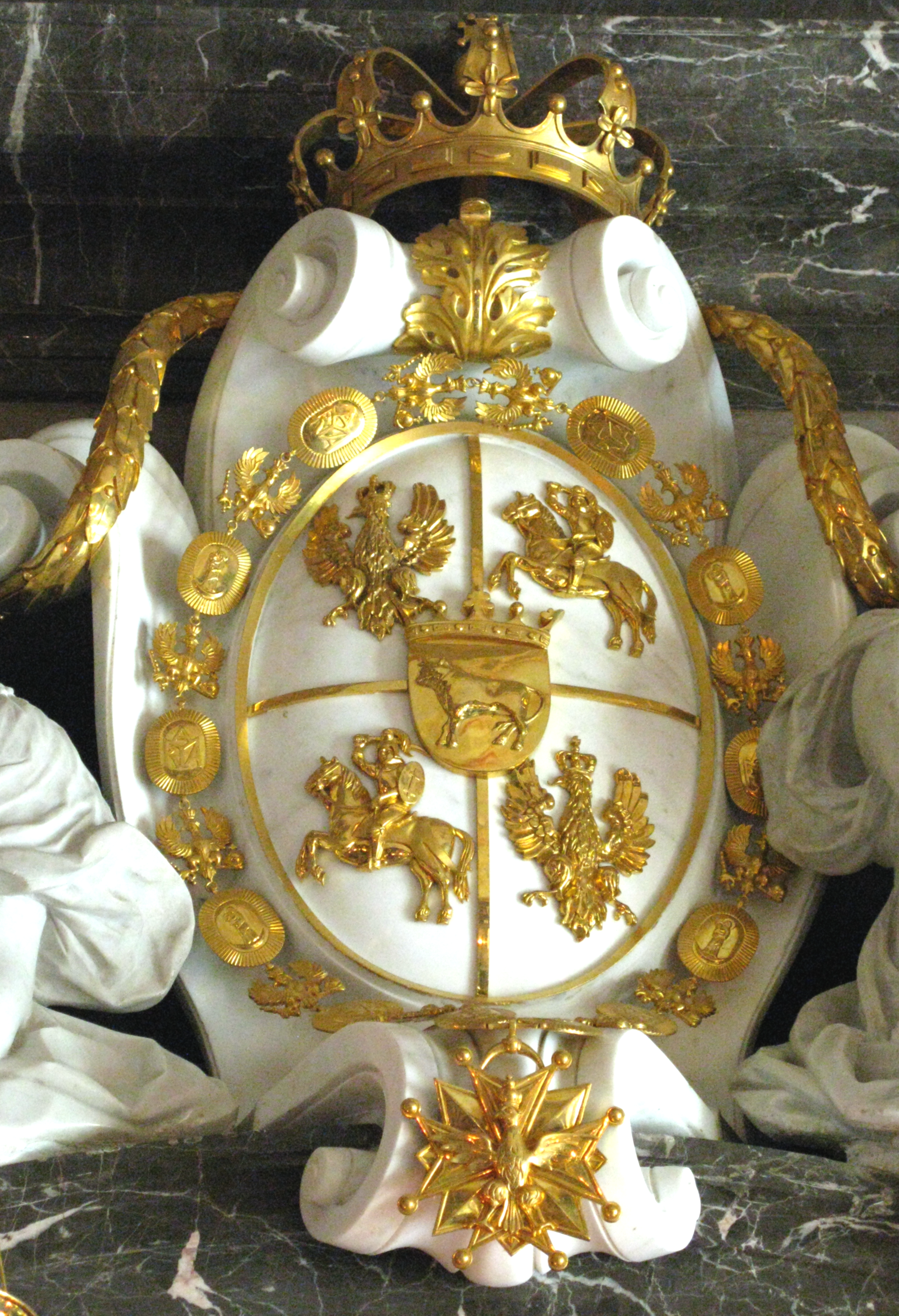
Herb Stanisława Augusta Poniatowskiego z łańcuchem Orderu Orła Białego

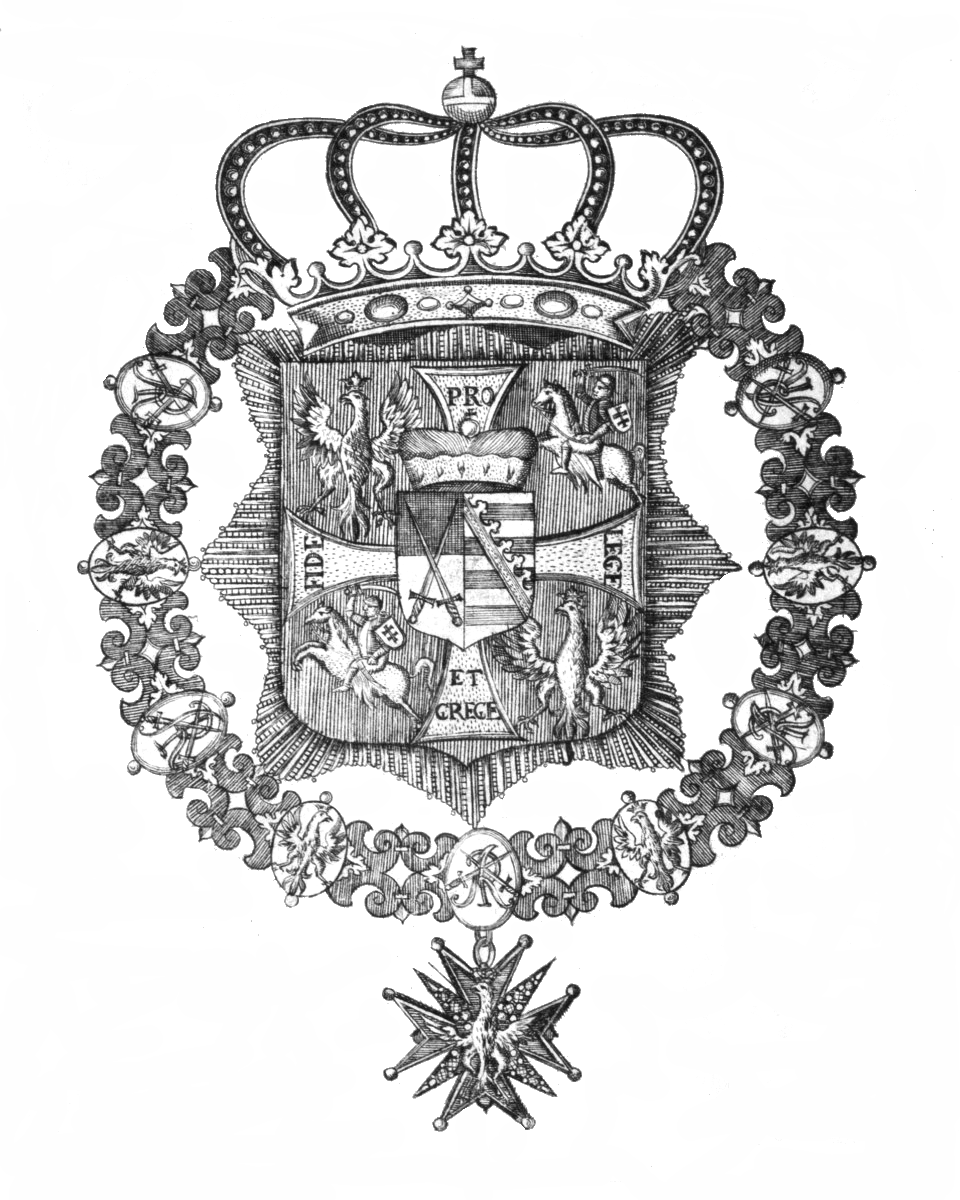
Herb Augusta II Mocnego z łańcuchem Orderu Orła Białego

Łańcuch Orderu Orła Białego, Klejnot Rzeczypospolitej – łańcuch Orderu Orła Białego, przysługujący historycznie wielkim mistrzom tego odznaczenia. Przywilej jego noszenia mieli królowie polscy oraz prezydenci II Rzeczypospolitej.

## Historia

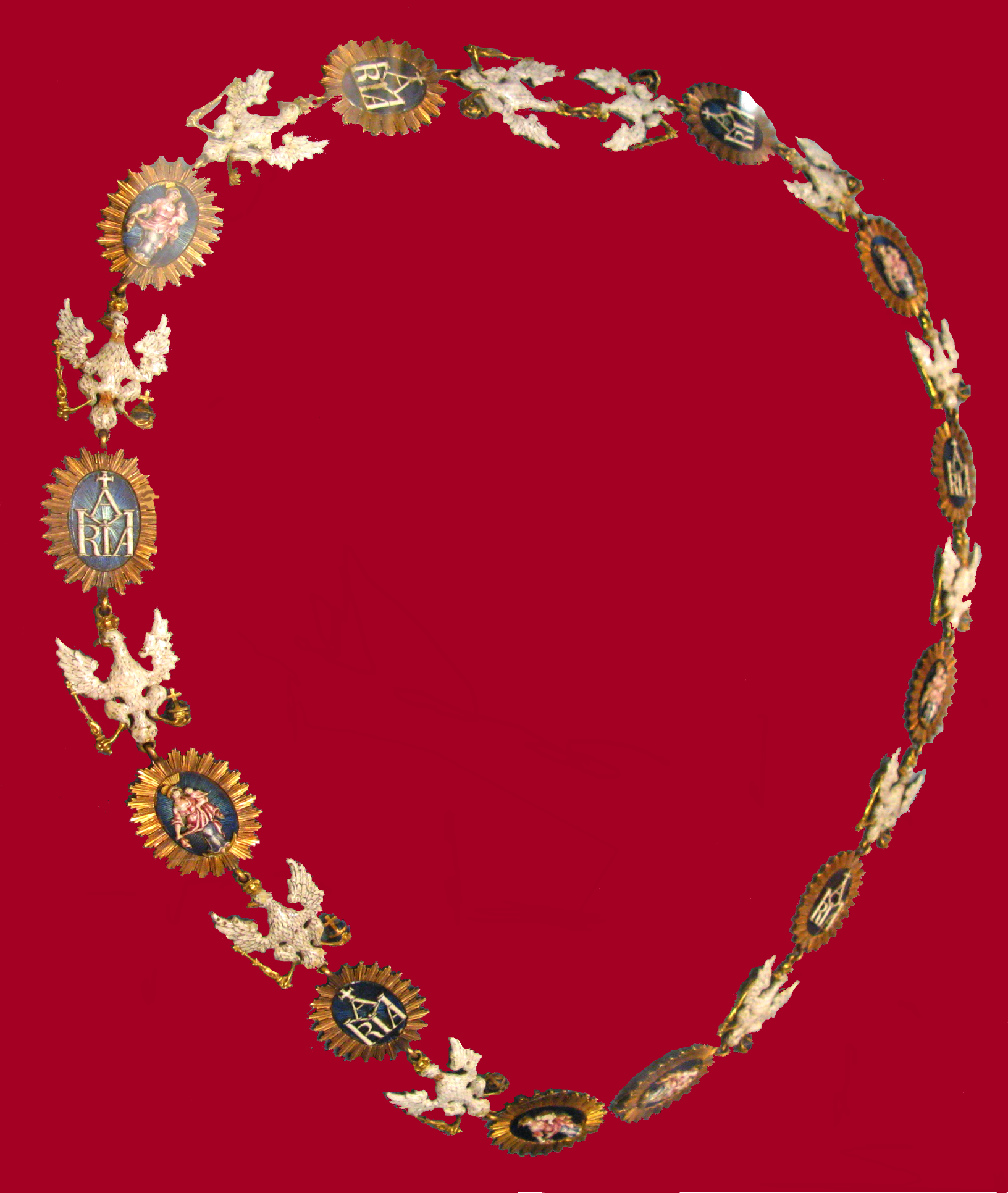
Łańcuch Orderu Orła Białego z 1764 należący do Stanisława Augusta Poniatowskiego

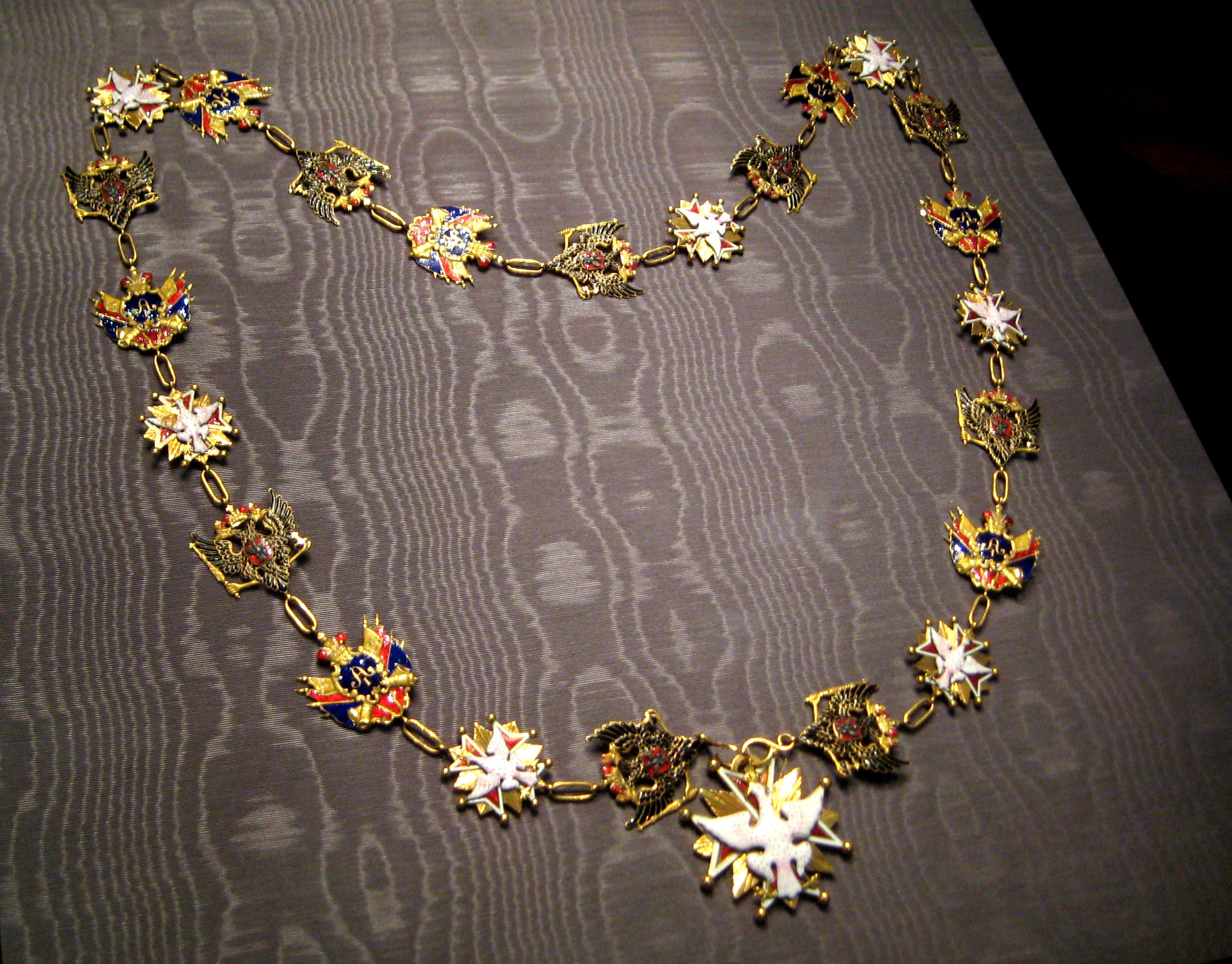
Łańcuch Orderu Orła Białego z 1829)

Geneza łańcucha Orderu Orła Białego związana jest z ustanowieniem orderu przez władców z dynastii Wettynów. W czasach saskich był to prywatny klejnot noszony przez Augusta II Mocnego i Augusta III Sasa dla wyróżnienia króla jako wielkiego mistrza spośród innych orderowych.
Łańcuch Orderu Orła Białego został wprowadzony oficjalnie jako insygnium orderowe przez Stanisława Augusta Poniatowskiego, który w 1764 Klejnot Rzeczypospolitej włączył do regaliów królewskich i nosił na piersi podczas swojej koronacji królewskiej w Warszawie.
W okresie zaborów w 1815 Łańcuch Orderu Orła Białego został przyjęty przez carów rosyjskich jako władców Królestwa Polskiego. Nosili go podczas podniosłych uroczystości i oficjalnych wizyt w Warszawie: Aleksander I i Mikołaj I Romanowowie. Po upadku powstania listopadowego i włączeniu Orderu Orła Białego do odznaczeń Cesarstwa Rosyjskiego łańcuchy nie były używane przez kolejnych cesarzy, były jednak przechowywane na Kremlu i w Pałacu Zimowym razem z insygniami innych orderów rosyjskich.
Po I wojnie światowej przywrócony formalnie w Rzeczypospolitej Polskiej na mocy ustawy z 1921 przysługiwał Prezydentowi RP. Nie był jednak używany.
W III Rzeczypospolitej w 1992 podjęto próbę odnowienia tego insygnium w ramach restytuowania Orderu Orła Białego. Nie zostało to jednak uwzględnione w nowej ustawie i łańcuch nie jest przyznawany ani noszony przez Prezydentów RP. Mimo to 23 grudnia 2005 i 6 sierpnia 2010 łańcuch orderowy zwany Klejnotem Rzeczypospolitej był eksponowany obok innych polskich znaków zaszczytnych w Sali Wielkiej na Zamku Królewskim w Warszawie podczas uroczystości przekazania insygniów orderowych prezydentom: Lechowi Kaczyńskiemu i Bronisławowi Komorowskiemu.

## Opis łańcucha
Pierwotna forma Łańcucha Orderu Orła Białego z okresu Rzeczypospolitej Obojga Narodów składała się z 24 złotych ogniw emaliowanych, do których przywieszony był brylantowy klejnot – godło orderowe w kształcie krzyża maltańskiego z Białym Orłem z diamentów. 12 medalionów łańcucha przedstawiało Orła Białego, 6 – królewskie inicjały AR, 6 – wizerunek Najświętszej Maryi Panny z Dzieciątkiem Jezus. 
Na wyszywanej gwieździe orderowej należącej do króla, umieszczono łacińską dewizę wielkiego mistrza Pro Fide Lege et Grege czyli Za Wiarę, Prawo i Naród (w odróżnieniu od motta znajdującego się na insygnium, którym dekorowano kawalerów: Pro Fide, Lege et Rege czyli Za Wiarę, Prawo i Króla).
W 1764 na zamówienie Stanisława Augusta Poniatowskiego powstał nowy wzór łańcucha zwany Klejnotem Rzeczypospolitej. Król zrezygnował z monogramu AR i  zastąpił go imieniem MARYA, odznaka orderu nie była bogato i wyszukanie zdobiona. Jako łączenie zachowano na niej jednak białe orzełki, które stylizowano na modłę klasycyzmu.
W XIX wieku cesarze rosyjscy Aleksander I i Mikołaj I Romanowowie zamówili nowe łańcuchy orderowe. Godło zachowało dawny kształt, ale osadzono je na złotej gwieździe nowego wzoru, wprowadzono też trzy rodzaje emaliowanych medalionów. Dwa pierwsze ogniwa przedstawiały czarnego cesarskiego orła, kolejne były w kształcie Orderu Orła Białego, reszta była wykonana w formie tarczek herbowych z monogramem imienia cesarza.
Po odzyskaniu przez Polskę niepodległości w 1921 zaprojektowano nowy łańcuch dla Prezydenta RP. Miał on być złoty z zawieszoną na nim gwiazdą orderową, na której powtórzono wizerunek orła. Płaskie ogniwa łańcucha z monogramem RP w otoku liści dębowych miały być łączone medalionami z herbami województw. Nigdy go jednak nie wykonano. W okresie międzywojennym formalnie klejnot orderowy stanowił rewindykowany w 1922 łańcuch Stanisława Augusta Poniatowskiego, nie używany jednak, na co wskazują oficjalne zdjęcia kolejnych Prezydentów RP.
W 1932 powstał kolejny projekt łańcucha orderowego dla Prezydenta RP nawiązujący do Klejnotu Rzeczypospolitej z 1764. Jego też jednak nie wykonano.

## Insygnia
Z zachowanych do naszych czasów łańcuchów Orderu Orła Białego najbardziej znany jest łańcuch przechowywany na Zamku Królewskim w Warszawie, który należał do Stanisława Augusta Poniatowskiego.
Łańcuch ten zwany Klejnotem Rzeczypospolitej miał bardzo burzliwe dzieje. Wykonany w warszawskim zakładzie złotniczym na zamówienie Stanisława Augusta Poniatowskiego jako koronacyjny do 1795 przechowywany był na Zamku Królewskim w Warszawie, później został zabrany przez króla do Grodna, a gdy Stanisław August Poniatowski abdykował wywieziony do Petersburga. Od 1798 był własnością carów rosyjskich. Paweł I nakazał zdeponować go na Kremlu w Moskwie. Po I wojnie światowej na mocy postanowień traktatu ryskiego kończącego wojnę polsko-bolszewicką został zwrócony Polsce i umieszczony na Zamku Królewskim w Warszawie. W 1939 w przededniu wybuchu II wojny światowej został zdeponowany w skarbcu Banku Gospodarstwa Krajowego w Warszawie. We wrześniu 1939 został z niego jednak zabrany i wywieziony do Francji. Początkowo przechowywany w ambasadzie polskiej w Paryżu, później trafił do Biblioteki Polskiej. W 1940 łańcuch ten został dołączony do kolekcji wawelskiej, która znajdowała się w Aubusson. Stamtąd na wiosnę 1940 został wywieziony najpierw do Wielkiej Brytanii, a później do Kanady i ukryty w magazynach rządu kanadyjskiego pod Ottawą. W 1944 wraz ze Szczerbcem, mieczem Orderu Świętego Stanisława i prywatnym berłem króla Stanisława Augusta Poniatowskiego został zdeponowany w filii Bank of Montreal w Ottawie gdzie znajdował się do 1959. Później powrócił do Warszawy i trafił do Muzeum Narodowego w Warszawie. Po odbudowie Zamku Królewskiego w Warszawie stał się eksponatem tej instytucji. Przechowywany jest w Kaplicy Małej. Jest niekompletny: w XIX wieku zaginął bowiem brylantowy krzyż orderowy.
Pozostałe łańcuchy orderowe wykonane w pierwszej połowie XIX wieku w Sankt Petersburgu, należące do imperatorów rosyjskich Aleksandra I i Mikołaja I Romanowów, przechowywane są od lat 20. XX wieku w Diamentowym Funduszu Rosji na Kremlu w Moskwie.

## Literatura
- Jerzy Lileyko. Regalia Polskie. Warszawa 1987. ISBN 83-03-02021-8
- Zbigniew Puchalski. Dzieje polskich znaków zaszczytnych. Warszawa 2000. ISBN 83-7059-388-7
- Alfred Znamierowski. Insygnia, symbole i herby polskie. Kompendium. Warszawa 2003. ISBN 83-7311-601-X